# Elektronisk programguide

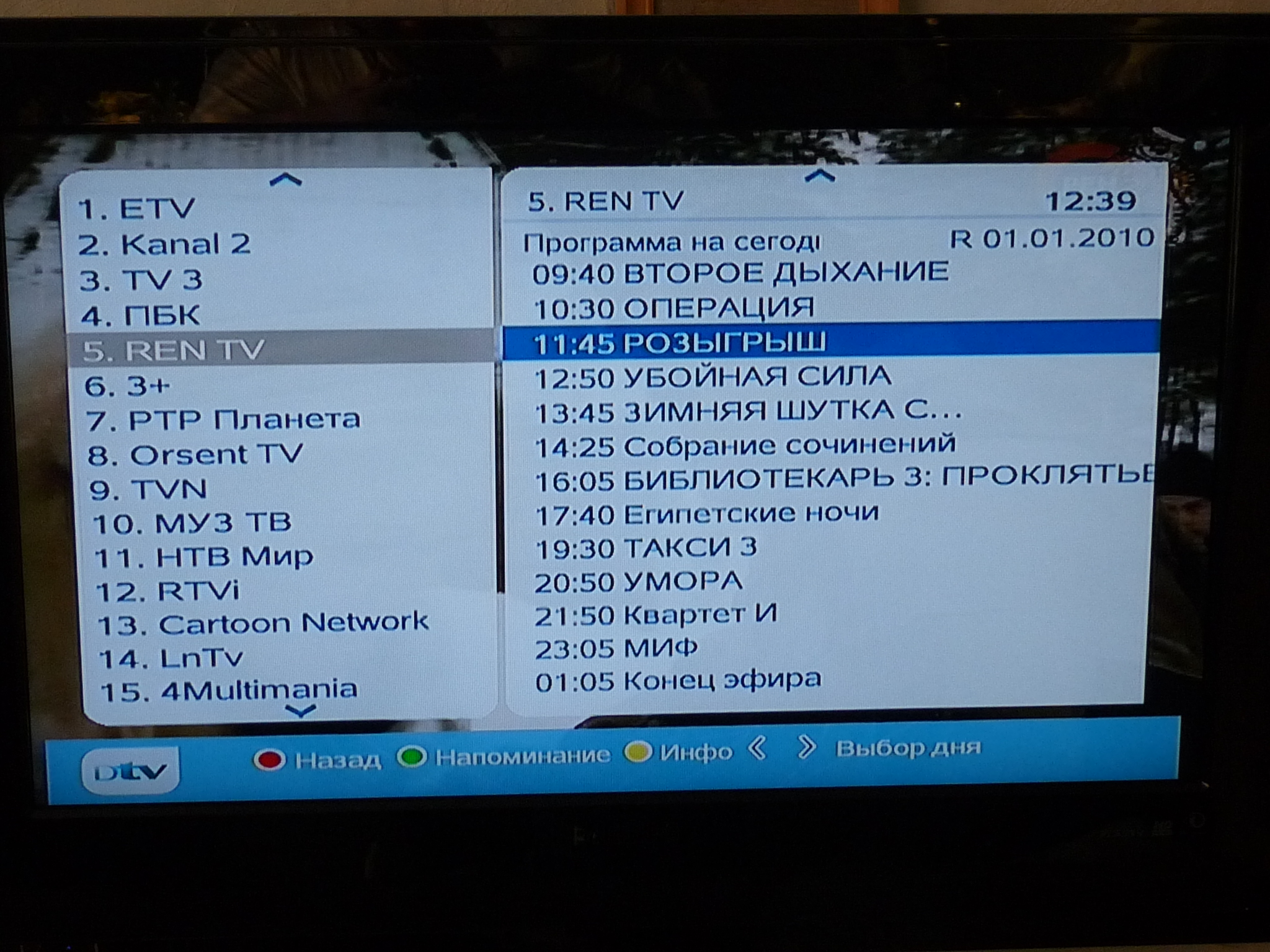
En elektronisk programguide.

Elektronisk programguide, även Electronic Program Guide, förkortat till EPG, är en elektronisk programguide. Den benämns även navigator.
En elektronisk programguide är i regel en del av mjukvaran i digitala TV-mottagare. Den elektroniska programguiden gör det bland annat möjligt att med en knapptryckning på fjärrkontrollen få upp information om det aktuella programmet på en TV-kanal, under förutsättning att TV-kanalen följer tablån. En EPG kan vara interaktiv, det vill säga tillåta användaren att göra personliga inställningar som att styra inspelningar av program.